# 愛彌々
『愛彌々』（あいやいや）は、MONGOL800とWANIMAによる「MONGOL800×WANIMA」名義の楽曲。2022年6月22日にunBORDE及びTISSUE FREAK RECORDSから同名義でスプリットEPとして発売された。

## 概要
- 本作は、ロックバンド・MONGOL800とWANIMAが「MONGOL800×WANIMA」名義でリリースしたスプリットEP[7][8]。
  - 2組はお互いに、九州地方出身（MONGOL800：沖縄県、WANIMA：熊本県）と言う事や、ベースボーカルと言う事など、様々な共通点がある。
  - また、かねてより親交があり、ライブやイベントで共演したことはあったが楽曲を共同制作するのは今回で初である[7][8]。
- 2021年に放送されたラジオ番組で、キヨサク（MONGOL800）とKENTA（WANIMA）が対談し、その中で「いつかコラボレーションしよう」と言葉を交わしたことをきっかけに本作のコラボレーションが実現した[7][8]。
- 本作には2組が共同で制作した表題曲「愛彌々」、2組が互いに楽曲提供を行った「LAST PARADISE」（WANIMA）と「てぃんがーら」（MONGOL800）や、2組による互いの楽曲のカバー等、計5曲を収録[7][8]。
- 本作を2022年5月29日までに予約すると、早期予約特典としてオリジナルティッシュボックスカバーが付属した[7][8]。
- また、本作のリリースを記念し、2組によるスプリットツアー『MONGOL800×WANIMA -愛彌々- TOUR 2022』の開催も決定した[7][8]。
  - 本作には、同ツアーのチケットの先行抽選予約券が封入されている[7][8]。
- 2022年6月6日、表題曲「愛彌々」のミュージック・ビデオが公開された[9]。
  - 同MVは、MONGOL800の地元である沖縄県で撮影された[9]。
  - MV内では、互いの出身地にまつわるパフォーマンスが多数繰り広げられている[9]。

## 収録曲
1. 愛彌々 / MONGOL800×WANIMA - [5:08]
作詞：KENTA、キヨサク
作曲：KENTA
編曲：WANIMA800[注 1]
  - 本作の表題曲。
  - 2022年6月6日に各配信サイトにて先行配信された[9]。
2. LAST PARADISE / WANIMA - [3:46]
作詞・作曲：キヨサク
編曲：WANIMA
  - MONGOL800からWANIMAへの楽曲提供[7][8]。
3. てぃんがーら / MONGOL800 - [4:55]
作詞・作曲：KENTA
編曲：WANIMA、MONGOL800
  - WANIMAからMONGOL800への楽曲提供[7][8]。
4. rainbow / WANIMA - [3:58]
作詞・作曲：キヨサク
編曲：WANIMA
  - MONGOL800の8thアルバム『Pretty good!!』収録曲のWANIMAによるカバー[7][8]。
5. 1106 / MONGOL800 - [4:58]
作詞・作曲：KENTA
編曲：MONGOL800、縄田寿志
  - WANIMAの1stミニアルバム『Can Not Behaved!!』収録曲のMONGOL800によるカバー[7][8]。